# Coccophagus speciosus
Coccophagus speciosus är en stekelart som beskrevs av Compere 1931. Coccophagus speciosus ingår i släktet Coccophagus och familjen växtlussteklar. Inga underarter finns listade i Catalogue of Life.